# Suchy Żleb (Dolina Kondratowa)

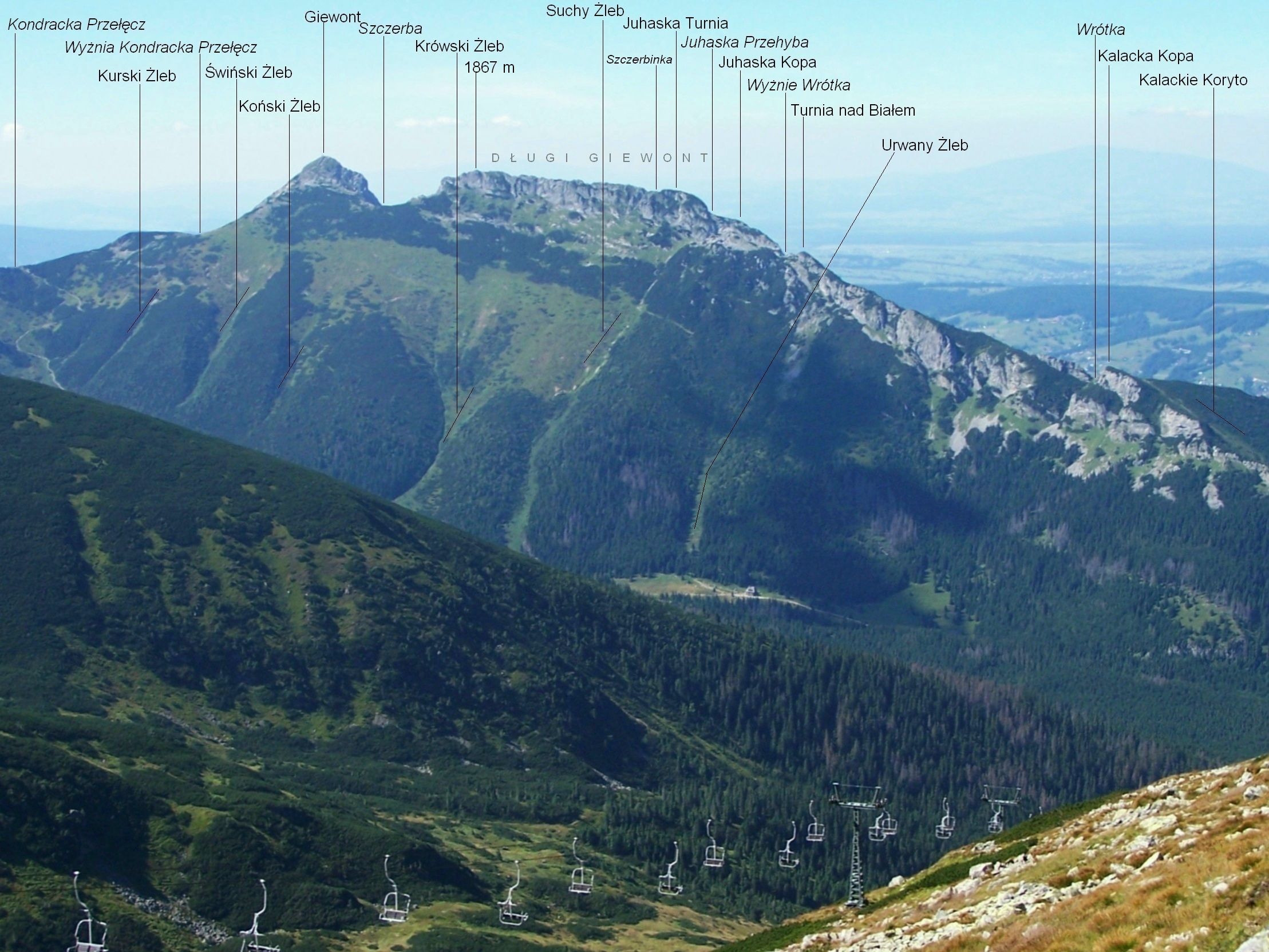
Widok na żleby Giewontu z Kasprowego Wierchu

Suchy Żleb – żleb na południowo-wschodnich, opadających do Doliny Kondratowej stokach Giewontu w Tatrach Zachodnich. Jego górny koniec znajduje się w dolnej części łąk Wielkiego Upłazu poniżej Szczerbinki. Żleb opada w kierunku południowo-wschodnim i uchodzi do środkowej części Polany Kondratowej.
Suchy Żleb jest jednym z sześciu nazwanych żlebów opadających z masywu Giewontu do Doliny Kondratowej. W kierunku od zachodu na wschód są to: Kurski Żleb, Świński Żleb, Koński Żleb, Krówski Żleb, Suchy Żleb, Urwany Żleb. Żleby te stanowią najdogodniejsze dojście z dna Doliny Kondratowej pod grań Giewontu, gdyż przez lawiny ogołocone są z chaszczy.